# ماجراهای پینوکیو

پینوکیو در کارتونی برگرفته از رمان ماجراهای پینوکیو

ماجراهای پینوکیو (به ایتالیایی: Le avventure di Pinocchio. Storia di un burattino) رمانی ایتالیایی نوشته کارلو کلودی (Carlo Collodi) در قرن نوزدهم است. شخصیت اصلی این رمان آدمکی چوبی به نام پینوکیو (به ایتالیایی: Pinocchio) است که دماغ چوبی او مشخصهٔ بارز این شخصیت تخیلی است.

## ماجراهای پینوکیو
در سال ۱۸۸۱ پینوکیو در یک مجلهٔ کودکان ایتالیایی توسّط کارلو لورنزینی چاپ شد. نام مستعار او کارلو کلودی که این نام را از روستای زادگاه مادرش وام گرفت.

او از کودکی عاشق الاغها بود و تمامی کاردستی‌ها و نقاشی‌هایش در مورد این حیوان بود.
باوجود روزنامه‌نگاری در مطبوعات لیبرال، سر از نوشتن برای بچه‌ها درآورد. او در ۲۴ نوامبر ۱۸۲۶ متولد شد و در ۱۸۹۰ در ۶۴ سالگی درگذشت و نفهمید که پینوکیویش در کتاب‌های درسی ایتالیا برای بچه‌ها چاپ شد.
در ایتالیا پارک بزرگی برای بچه‌ها وجود دارد به نام پینوکیو پُر از مجسمه‌های این آدمک چوبین.

از پینوکیو برای انواع تبلیغات استفاده می‌شود، حتی برای سیاست‌مداران برای دروغگویی‌اش که حتی مردم آمریکا در اعتراض به سیاست و وعده‌های دروغین دولت‌مردان‌شان در تظاهراتی دماغ پینوکیو به صورتشان زدند.

ماجراهای پینوکیو در ایتالیا چنان مورد استقبال قرار گرفت که تدریس بخش‌هایی از آن جزو برنامهٔ مدارس آن کشور قرار گرفته‌است.

پینوکیو به صورت عروسک‌های کوچک خیمه‌شب‌بازی یکی از معروف‌ترین سوغاتی‌های ایتالیاست.
آمبولانسی برای کودکان بیمار اختصاص یافته که با تصاویر شخصیت‌های محبوبشان تزیین شده‌است.

## شخصیتها

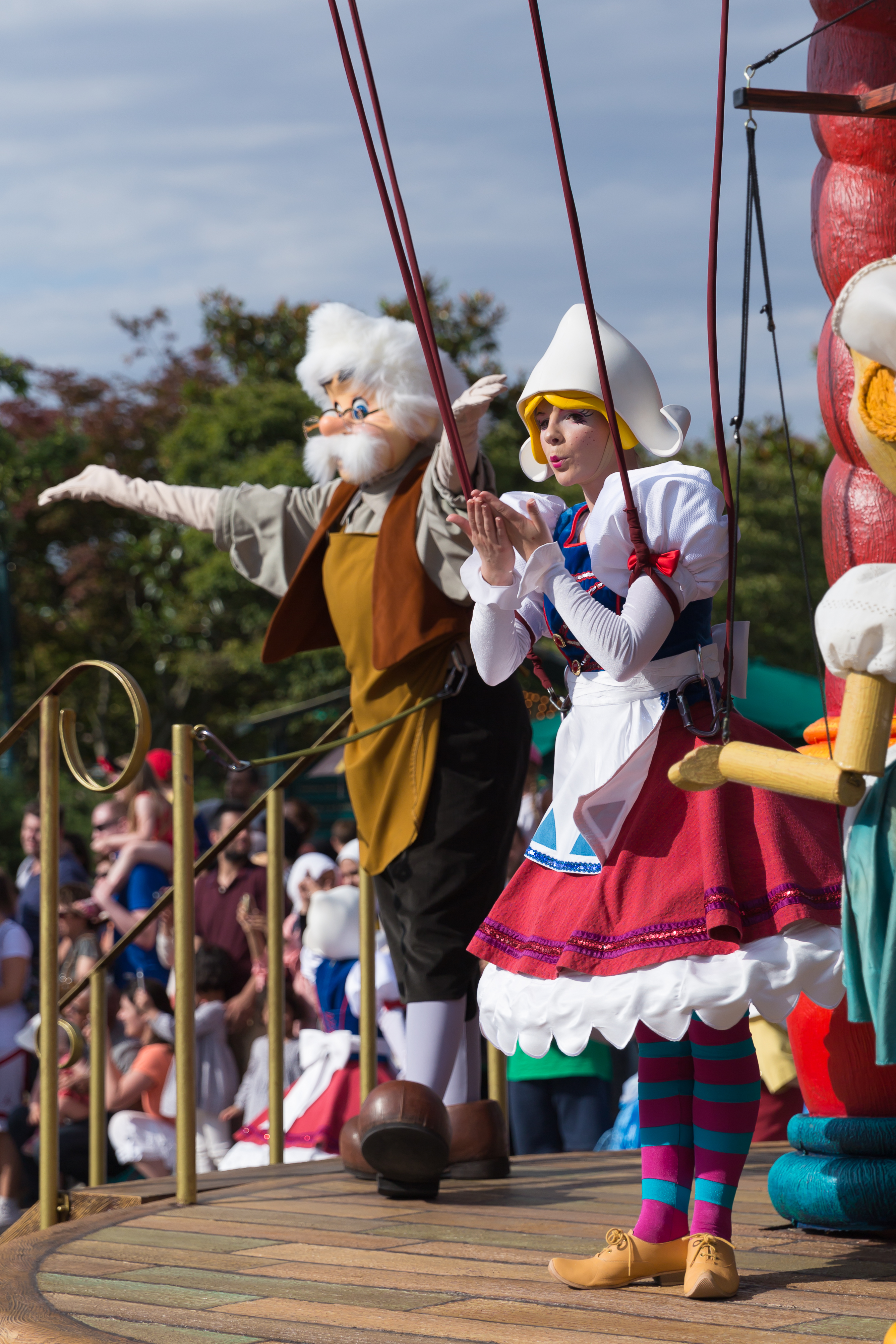
پدر ژپتو و پینوکیو در رژه دیزنی‌لند، ۲۰۱۵ پاریس

- پینوکیو
- پدر ژپتو
- روباه مکار
- گربه نره
- فرشته مهربون
- نهنگ پیر

## داستان

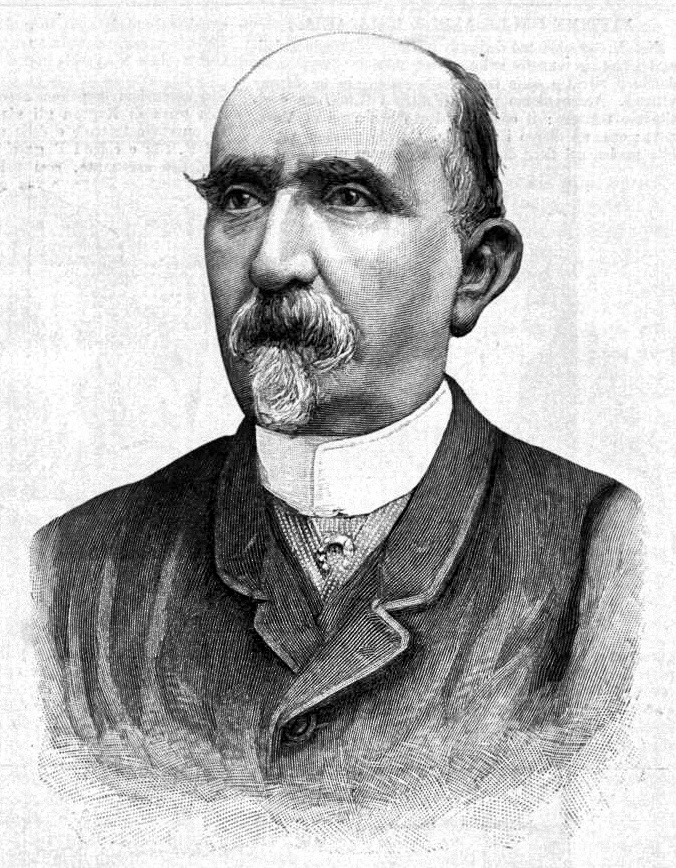
کارلو کلودی

داستان در مورد پیرمرد نجاری است که بچه‌ای ندارد و تنهاست. پدر ژپتو به‌همراه یک گربه و دارکوب که با درست کردن اشیاء چوبی امرار معاش می‌کند. او با درست کردن عروسکی چوبی به اسم پینوکیو باور می‌کند که کودکی دارد. فرشته‌ای مهربان وقتی متوجه آرزوی قلبی پیرمرد می‌شود، با زنده کردن عروسک آرزوی پیرمرد را برآورده می‌کند. مدتی می‌گذرد، پدر ژپتو پینوکیو را مثل تمام کودکان به مدرسه می‌فرستد. پینوکیو در راه مدرسه از روی سادگی و خوش‌قلبی گول روباه مکار و گربه نره را می‌خورد و به تماشای نمایش خیمه‌شب‌بازی می‌رود. در آنجا روباه مکار او را به صاحب خیمه‌شب‌بازی می‌فروشد.
پینوکیو با جوجه اردک همراهش جینا به‌ناچار در آنجا می‌ماند و به‌همراه آن‌ها از شهری به شهر دیگر می‌رود و ستارهٔ نمایش خیمه‌شب‌بازی می‌شود؛ تا این‌که تصمیم به بازگشت به خانه را می‌گیرد و در راه باز فریب روباه مکار را می‌خورد و سکه‌هایی را که از صاحب خیمه‌شب‌بازی گرفته بود از دست می‌دهد.
... و در جنگل با پری مهربان آشنا می‌شود. پری که از پدر ژپتو اجازه گرفته بود مدتی ازپینوکیو مراقبت می‌کند و به او درس حساب می‌دهد. یک بار به‌دلیل بازی‌گوشی به شهر احمق‌ها رفته و پشیمان برمی‌گردد؛ هنگام برگشت به خانه باز به دام روباه مکار و گربه نره می‌افتد، و ماجراهای بسیاری رخ می‌دهد و با این‌که بارها گول آن‌ها را می‌خورد ولی باز هر بار با سادگی و خوش‌قلبی با آن‌ها دوست می‌شود؛ تا این‌که سرانجام برای یافتن پدر ژپتو به دریا می‌رود و او را در شکم نهنگ پیدا می‌کند؛ و پس از نجات‌یافتن و پایان‌یافتن سفرها در آخر توسط پری مهربان به انسان تبدیل می‌شود.

## دراز شدن دماغ پینوکیو و زبان بدن
از نظر برخی مربیان زبان بدن، وقتی کسی دروغ می‌گوید و دستش را به سمت دهان می‌برد، ممکن است در آخرین لحظه مردد شود و شروع کند به جویدن یک لب یا خاراندن بینی، پدیده‌ای که امروزه به نام «دراز شدن دماغ پینوکیو» (به انگلیسی: Pinocchio’s growing nose) شناخته می‌شود. واقعیت آن است که خاراندن بینی و لمس کردن گوش‌ها یا دهان، ربطی به فریب و دروغ گفتن ندارد؛ زیرا عروق پوستی مناطق خاصی از بدن، به‌ویژه جایگاه‌های سر دربرگیرندهٔ لب‌ها، بینی، گوش و همین‌طور گردن، شانه‌ها و بخش فوقانی قفسه سینه، توسط مراکز بالاتر مغزی تنظیم می‌شوند و مردم در زمان تصمیم‌گیری و تمرکز، به دلیل حجم خونی که به این جایگاه‌ها جریان پیدا می‌کنند، دچار خارش می‌شوند؛ بنابراین بیش از آنکه چنین اشارات زبان بدنی (تن‌گفتار)، بیانگر فریب یا دروغگویی باشد، راست‌گویی و دقت فرد را در ارتباط چهره به چهره نشان می‌دهد.